# Franponais

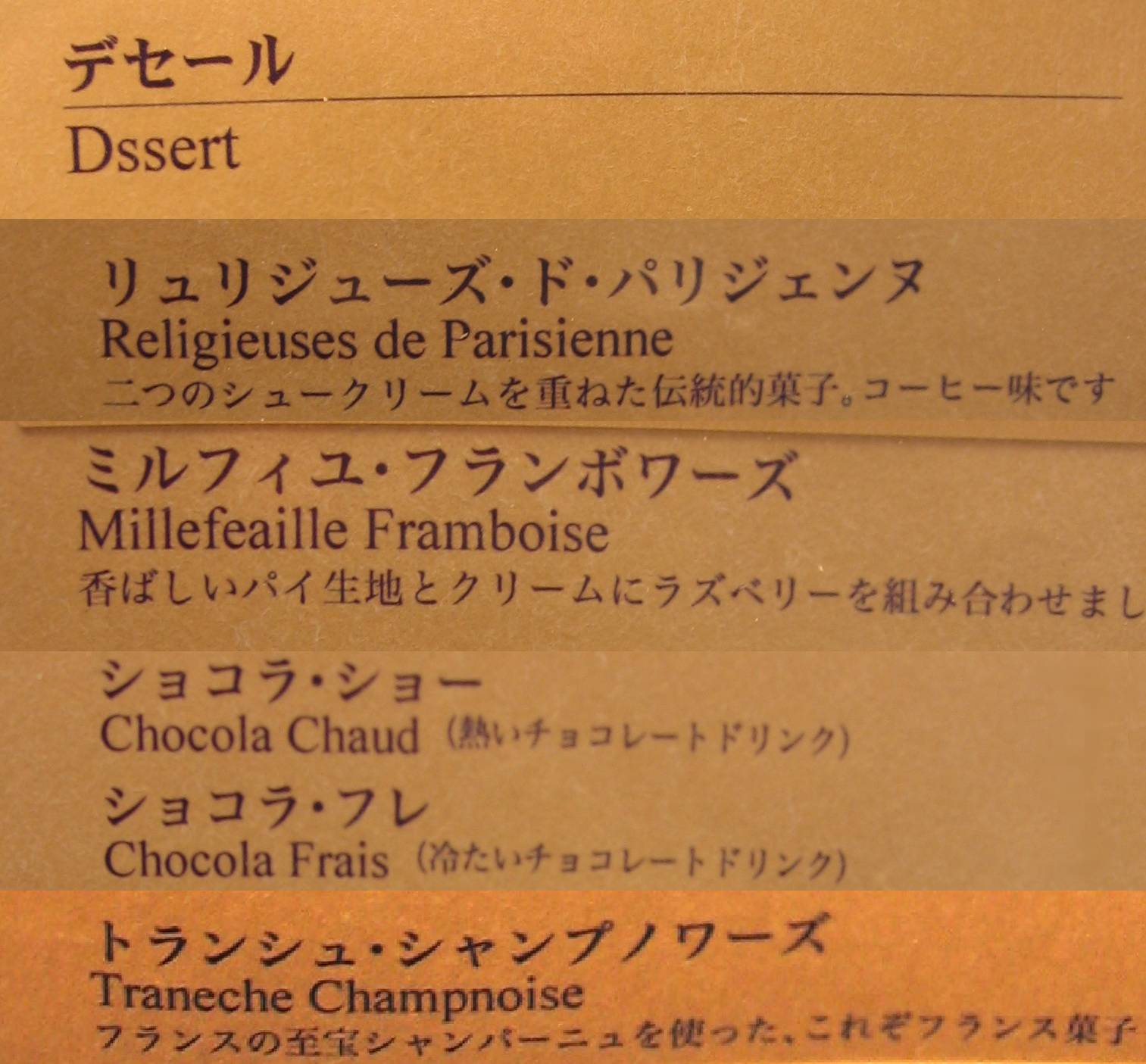
Sur un menu à Kōbe (photomontage).

Le franponais (フランポネ, mot-valise composé de français et japonais, par analogie au mot franglais) désigne l'utilisation « malencontreuse » de mots français par les Japonais.

## Orthographe
On rencontre aussi les variantes framponais, flançais ou flanponais, soulignant la confusion du l et du r que plusieurs langues asiatiques, dont le japonais, connaissent (voir Engrish).

## Histoire
L’interaction entre la France et le Japon remonte au milieu du XIXe siècle lorsque le Japon s’ouvre à l'international. À cette époque, les produits culturels français, allant des vêtements de mode aux œuvres d’art, ont commencé à arriver au Japon, exerçant une influence significative sur la société japonaise.
Dans le même temps, la fascination du Japon pour la France a commencé à se manifester. Le pays était perçu comme exotique, raffiné et symbolisait le summum de la culture occidentale. Cette admiration pour la culture française s’est traduite par l’adoption de nombreux mots et expressions français dans le langage quotidien japonais, donnant naissance à ce que nous connaissons aujourd’hui sous le nom de « Franponais ».
Au Japon, il est de bon goût d'utiliser des mots français dans des domaines relatifs à l'image de la France, comme la mode, la cuisine, la coiffure ou la pâtisserie. De nombreux détaillants de mode utilisent des termes comme « chic », « couture » et « à la mode » dans leurs descriptions de produits.
Parfois, le Franponais dans la publicité peut aller jusqu’à l’emploi de phrases complètes en français, même si leur utilisation est parfois incorrecte du point de vue grammatical. L’importance n’est pas tant la précision linguistique que l’effet produit par l’utilisation du français, perçu comme une langue de prestige au Japon.

## Utilisation
D'après Alexandre Cudré, « à cette manière idiosyncratique qu’ont les marques japonaises de chercher à capturer un certain air de Paris, ici un vent de Rive Gauche, là une poétique des Grands Boulevards. De Ginza à Shibuya, le franponais articule son exotisme alphabétique entre les myriades d’idéogrammes. », notamment pour des noms de cafés et plus généralement de boutiques.

## Galerie

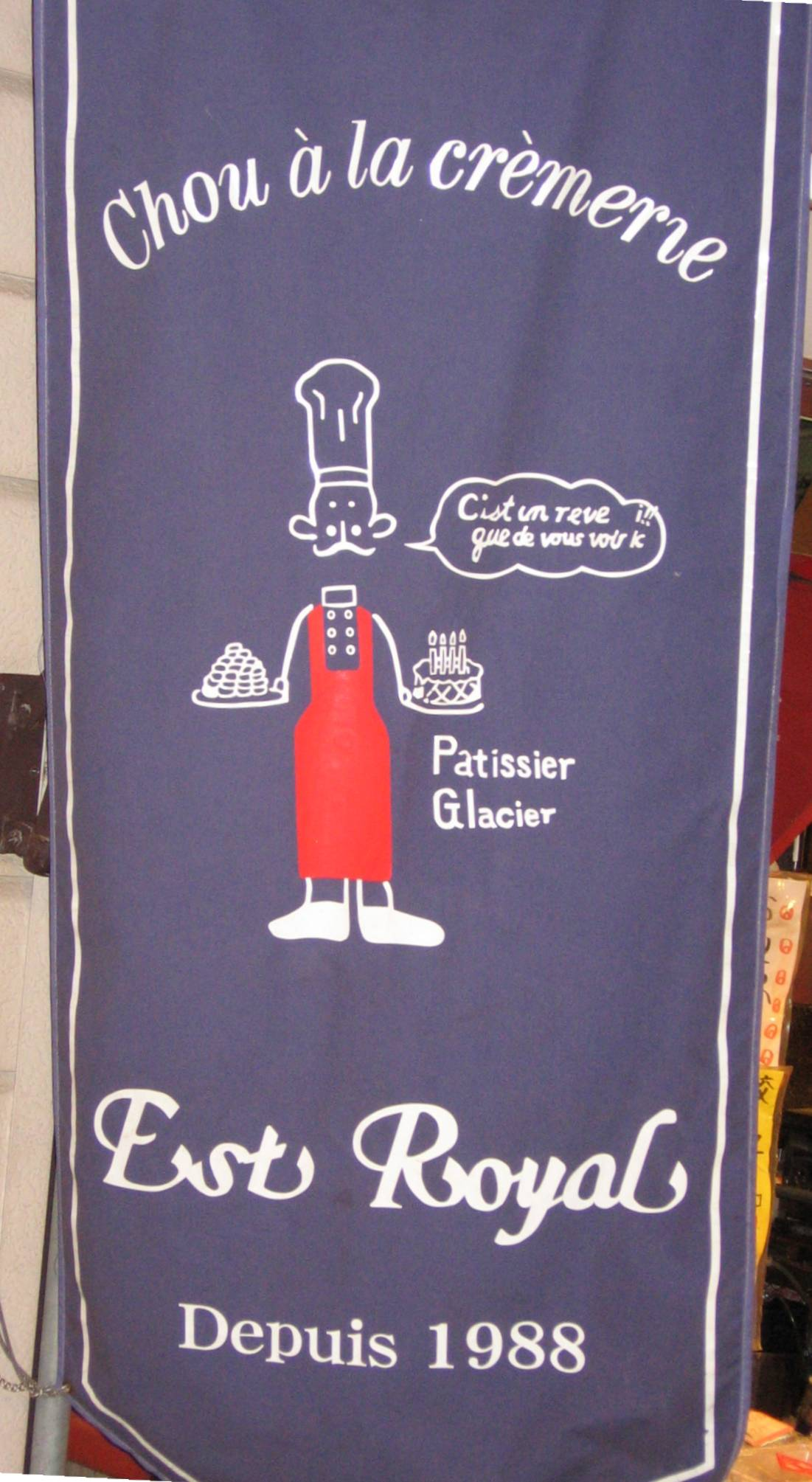
Pâtisserie à Kōbe.
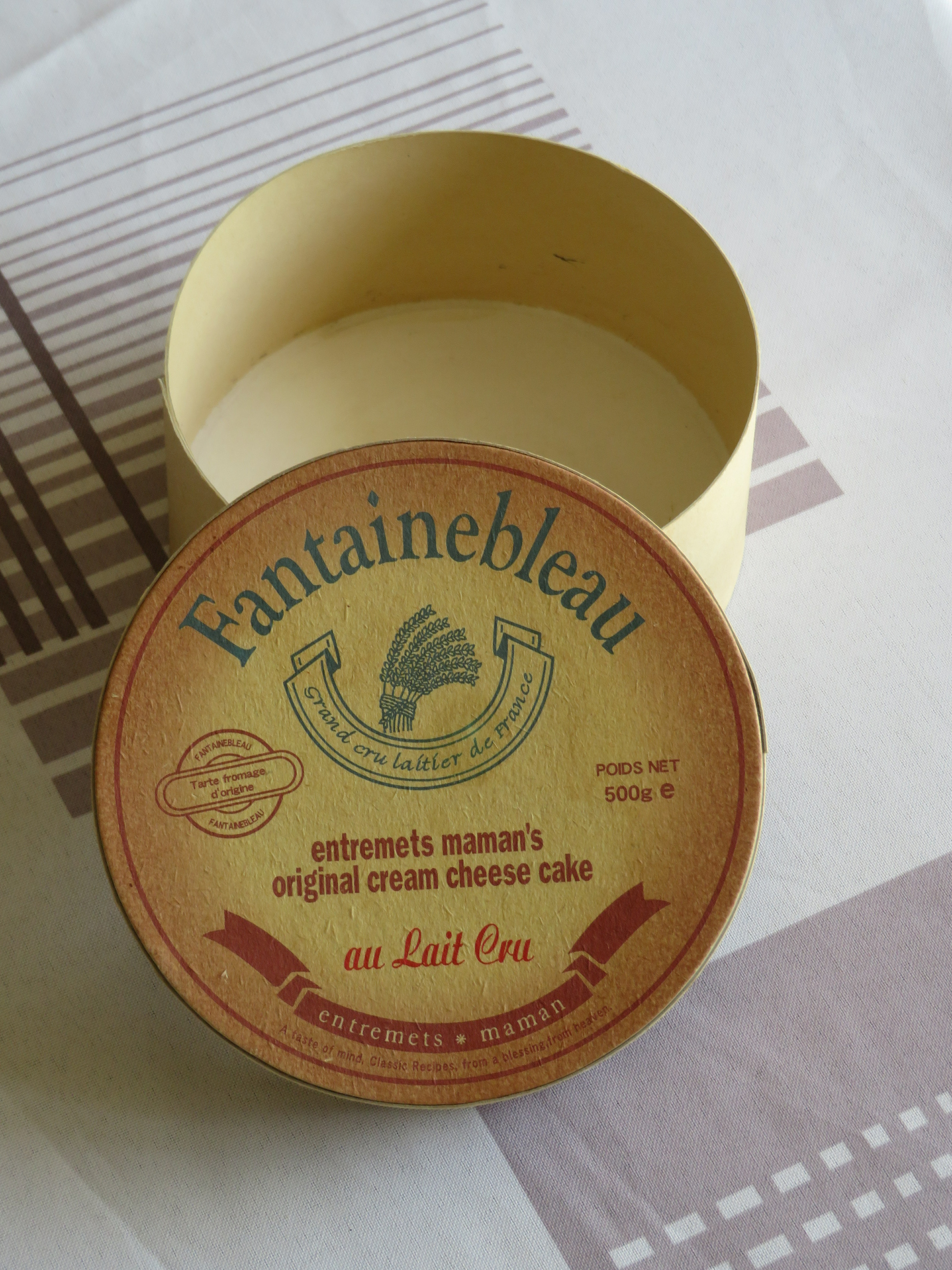
Gâteau japonais.
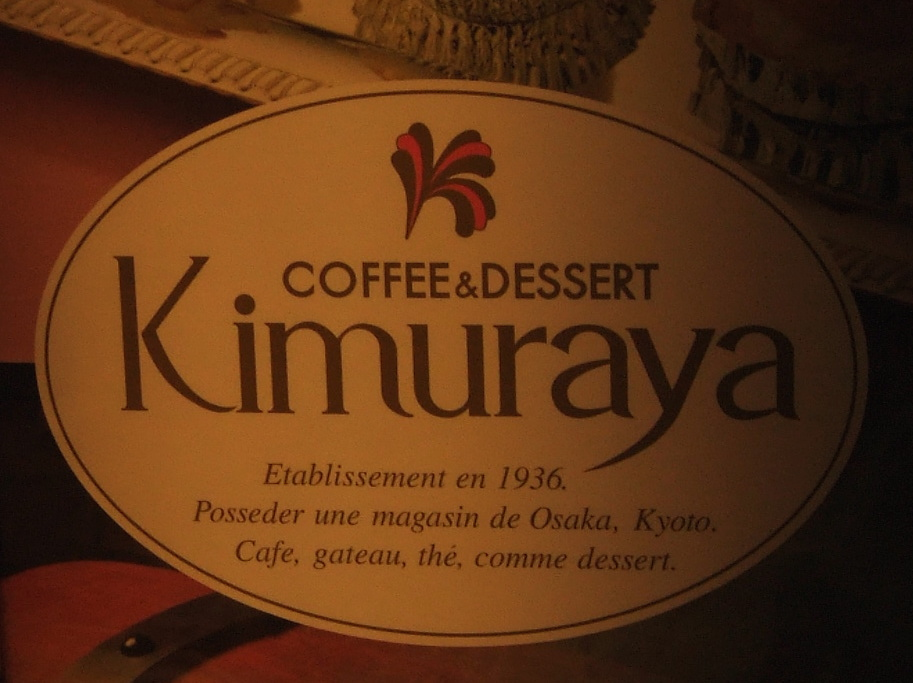
Pâtisserie à Ōsaka.